# チェ・ジイン
チェ・ジイン（최지인）は韓国のライトノベル作家、ライトノベル評論家、ライトノベル翻訳家。
NTノベルの解説を担当し、ジャンル文学雑誌『ファンタスティック』（ko）に評論の寄稿などをしていた。
2010年5月、シードノベルより『原稿用紙上の魔王』を刊行し、ライトノベル作家としてもデビューした。作家としてのデビュー以降は評論活動は休止している。

## 来歴
1990年代後半に、テウォンメディアなどが翻訳刊行していた深沢美潮『フォーチュン・クエスト』などの文庫サイズのライトノベルに出会う。その後、韓国では刊行されていなかった秋田禎信『魔術士オーフェン』第2部を日本語の原書で読み、本格的にライトノベルを読み始める。日本語のゲームをプレイしていたので、原書でライトノベルを読むこともその延長線上だったという。
その後、桑原水菜『炎の蜃気楼』や上遠野浩平『ブギーポップは笑わない』などを読み、徐々にライトノベルにのめり込んでいく。自身のウェブサイトではもともとはゲームのレビューなどを書いていたが、徐々にライトノベルのレビューに中心が移っていった。ウェブサイトは、作家デビューするまで約10年間続けた。
小説家になるのは幼いころからの夢で、小学生のころからスクウェアのRPGに影響を受けた小説を書いていた。中学生になってからはファンタジー小説を好んで読むようになり、一方で創作ではアニメやゲームの二次創作小説を書いていた。
2006年、ブログでライトノベル風のオリジナル長編の連載を始めたが、2007年7月に韓国オリジナル作品を刊行するライトノベルレーベル・シードノベルが創刊され、プロの作家による韓国ライトノベルが刊行されているのを見て一時的に創作は断念した。
その後、シードノベルにライトノベルの企画書を持ちこみ、2010年5月、ファンタジー要素を取り入れつつ、全寮制の女学校を舞台に小説家の少女の成長を描く『原稿用紙上の魔王』で作家デビューした。この作品の執筆にあたって一番影響を受けたのは、桑原水菜の「赤の神紋シリーズ」だという。
『原稿用紙上の魔王』は、その後「推理小説編」と銘打たれた2巻、「恋愛小説編」と銘打たれた3巻が刊行されている。
2010年10月から公衆保健医師として兵役履行中。

## 著作リスト
題名の訳は暫定的な直訳。
ライトノベル
- 원고지 위의 마왕（ko） （原稿用紙上の魔王）
  - 2010年5月より韓国D&Cメディアシードノベルで刊行中、既刊3巻、イラスト: Jjone

評論
- ジャンル文学雑誌『ファンタスティック』 - ジャンルにとらわれない「ライトノベル」について
- NTノベル

翻訳
- レジンキャストミルク(チェ・ジェハンkoと言う筆名で翻訳)